# Cisarua (kecamatan)
Le Cisarua est un kecamatan (canton) indonésien du kabupaten de Bogor (département) du Java occidental. 
Il comprend 10 kelurahans ou desas :
- Batu Layang
- Cibeureum
- Cilember
- Cisarua
- Citeko
- Jogjogan
- Kopo (Cisarua) (nl)
- Leuwimalang
- Tugu Selatan
- Tugu Utara

## Histoire
À l'époque des Indes orientales néerlandaises, le lieu est appelé Tjisaroea.
Entre 1945 et 1949, pendant la Révolution nationale indonésienne, l'Armée royale des Indes néerlandaises y maintint un camp disciplinaire. Son plus célèbre pensionnaire fut Poncke Princen qui y resta 4 mois avant de rejoindre les Forces armées indonésiennes

## Divers
La ville accueille de nombreux demandeurs d'asile

## Galerie

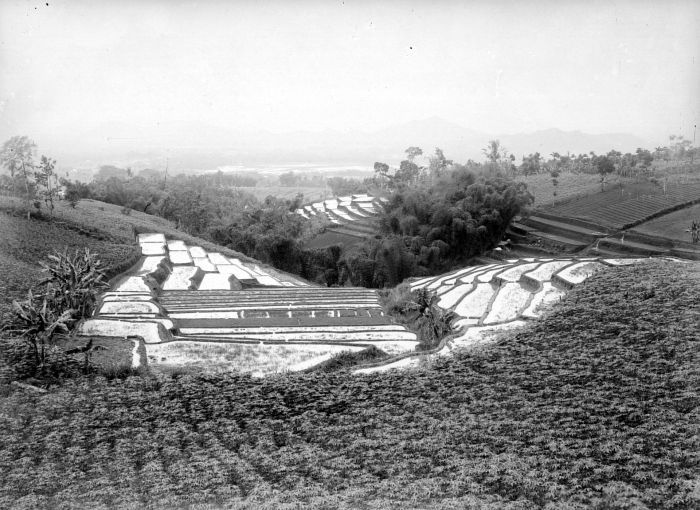
Rizières et champs de manioc. Tropenmuseum
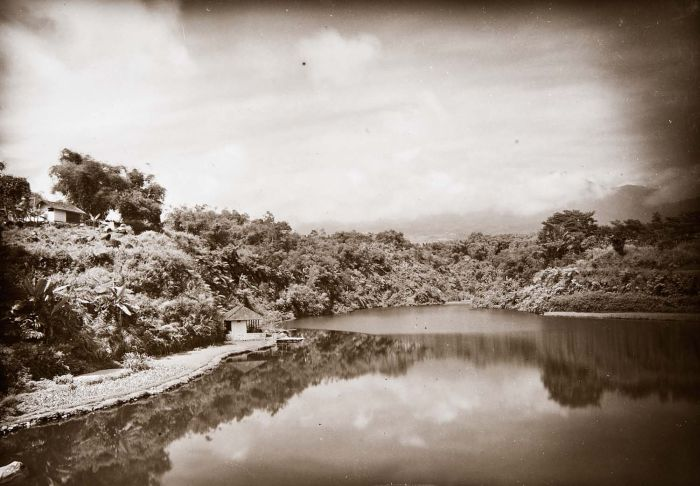
Lieu de baignade, entre 1920 et 1931. Tropenmuseum
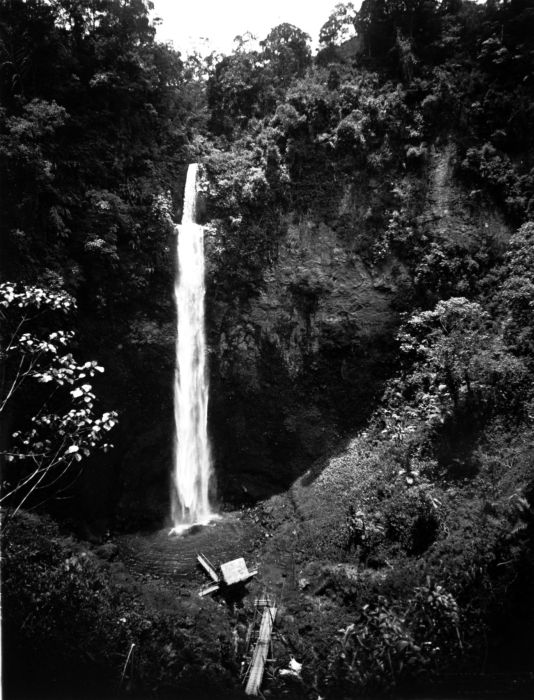
Cascade entre Cisarua et Cimahi

## Histoire
À l'époque des Indes orientales néerlandaises, le lieu est appelé Tjisaroea.
Entre 1945 et 1949, pendant la Révolution nationale indonésienne, l'Armée royale des Indes néerlandaises y maintint un camp disciplinaire. Son plus célèbre pensionnaire fut Poncke Princen qui y resta 4 mois avant de rejoindre les Forces armées indonésiennes

## Divers
La ville accueille de nombreux demandeurs d'asile